# Docks de Londres

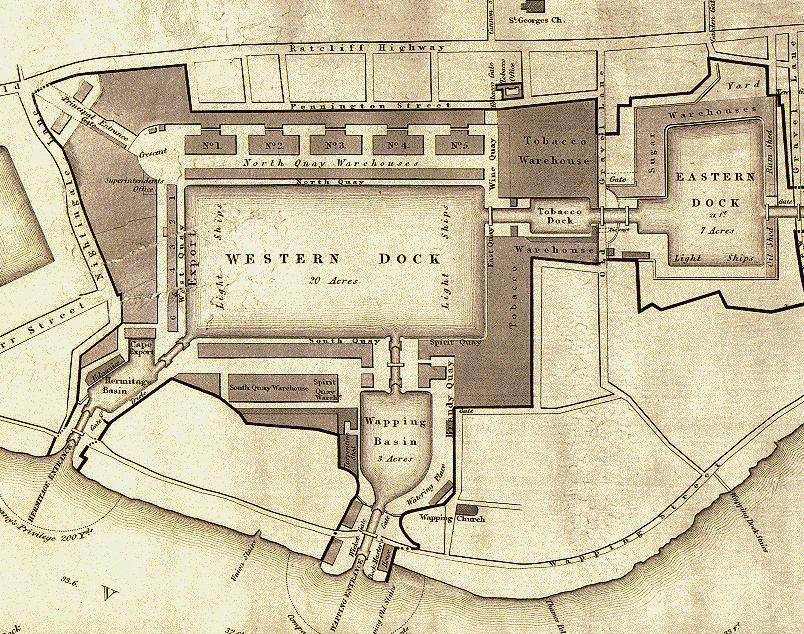
Carte des Docks de Londres datant de 1831.

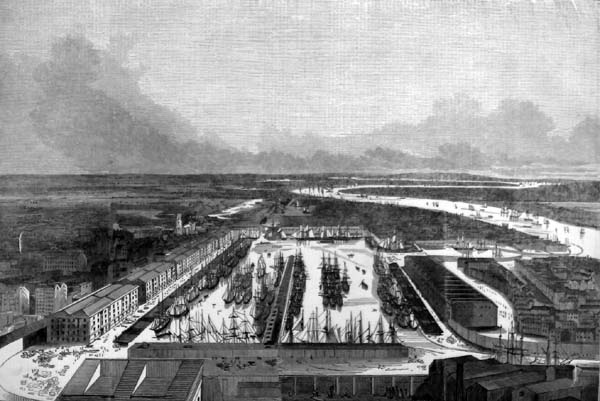
Vue aérienne datant de 1845.

Les docks de Londres sont un ensemble de quais construits dans le port de Londres. Ils ont été construits dans le quartier de Wapping entre 1799 et 1815. Traditionnellement, les navires venaient accoster sur les quais de la Tamise, mais une augmentation des capacités devint nécessaire. Ils furent les docks les plus proches de la ville de Londres jusqu'à la construction des docks de St Katharine. Destinés au commerce de biens précieux, comme l'ivoire, le cacao, la soie, le vin, ils restèrent en activité jusqu'en 1981 où ils furent remplis et utilisés afin de construire des logements. Les docks de Londres se situent à Londres.